# Egoboo
Egoboo – potocznie używany termin opisujący przyjemność z otrzymania sławy i publicznego uznania w nagrodę za pracę społeczną.
Termin ten powstał w środowisku fandomu sf i jest zlepkiem słów ego i boost (doładowanie, wzmocnienie).
Później termin ten został przejęty przez ruch open source oraz inicjatywy społeczne, gdzie taka niezwiązana z pieniędzmi gratyfikacja jest podstawową motywacją wielu uczestników,
Termin ten jest często przypisywany Ericowi S. Raymondowi.
Jednak jest to termin używany w fandomie sf od lat pięćdziesiątych w encyklopedii opisującej żargon fanowski Fancyclopedii II. Nie był ten termin obecny w poprzednim wydaniu w Fancyclopedii I.